# Baila la chola
Baila la Chola (Buenos Aires, Argentina, 2012) es una murga argentina integrada por mujeres y disidencias. Desde el transfeminismo y el trabajo colectivo, la murga pretende generar espectáculos con perspectiva de género.

## Reseña
Baila la Chola es una murga estilo uruguayo conformada por mujeres y disidencias. Nacida en el año 2012 en la ciudad de Buenos Aires, la murga fue constituyéndose como un colectivo transfeminista. Con dos espectáculos estrenados y uno en construcción, han participado de distintos festivales y eventos en Argentina y Uruguay.
Su primer espectáculo fue De Terror, en el cual personificaban a un grupo de zombis que, cansadas de asustar, le hacen una huelga al Señor Miedo.
Su segundo espectáculo, Se Picó, se presenta como una gran colonia de abejas sin reina que sale en búsqueda del progreso y fue presentado desde el 2017 hasta el 2019.
Baila la Chola pretende llevar a cabo un proyecto para la visibilización de mujeres y de identidades disidentes en el arte.